# Minamoto no Takakuni
Minamoto no Takakuni (源 隆国) (1004–1077), cunoscut și ca Uji Dainagon (宇治大納言) a fost un scriitor, nobil și cărturar japonez.
Cărțile sale, Uji doinagon monogatari („Povestirile primului subsecretar din Uji”) și Konjaku monogatari („Povestiri de altădată”) se situează printre cele mai importante culegeri ale genului din literatura japoneză și au avut ca sursă de inspirație viața și moravurile indiene, chineze și nipone.
Se remarcă realismul observației și expresia simplă, de origine populară.